# Schizotus pectinicornis
Espèce
Schizotus pectinicornis est une espèce d’insectes coléoptères de la famille des Pyrochroidae, de la sous-famille des Pyrochroinae.
C'est la seule espèce européenne du genre Schizotus.

## Description
Ce coléoptère ressemble au cardinal Pyrochroa coccinea mais de couleur moins vive (rouge-orangé) ; il présente une tache noire sur le pronotum ; chacune de ses antennes est pectinée, ressemble à un râteau (chaque article montre une longue digitation : photo), d'où son nom d'espèce.